# S/2018 J 4
S/2018 J 4 es un pequeño satélite natural exterior de Júpiter descubierto por Scott S. Sheppard el 11 de mayo de 2018, utilizando el Telescopio Víctor M. Blanco de 4,0 metros en el Observatorio Cerro Tololo, Chile. Fue anunciado por el Centro de Planetas Menores el 20 de enero de 2023, después de que se recopilaran observaciones durante un período de tiempo lo suficientemente largo como para confirmar la órbita del satélite. El satélite tiene un diámetro de aproximadamente 2 kilómetros para una magnitud absoluta de 16,7.
S/2018 J 4 es un satélite irregular de Júpiter en una órbita prógrada muy inclinada en un ángulo de 53° con respecto al plano de la eclíptica. Pertenece al grupo de Carpo, y durante mucho tiempo se pensó que la órbita de Carpo era un caso atípico hasta el descubrimiento de S/2018 J 4. Como todos los satélites irregulares de Júpiter, la órbita de S/2018 J 4 es muy variable con el tiempo debido a las perturbaciones gravitatorias del Sol y otros planetas. En promedio, la órbita de S/2018 J 4 tiene un semieje mayor de 16.3 millones de kilómetros, una excentricidad de 0.18, y una muy alta inclinación de 50° con respecto a la eclíptica.
Al igual que Carpo, la inclinación muy alta de S/2018 J 4 lo somete al mecanismo de Lidov-Kozai, donde hay un intercambio periódico entre su excentricidad e inclinación orbital mientras que su argumento de pericentro oscila alrededor de un valor constante sin precesión absidal. Por ejemplo, la resonancia de Lidov-Kozai hace que la excentricidad de Carpo fluctúe entre 0,19 y 0,69, y su inclinación entre 44 y 59°. El argumento del pericentro de S/2018 J 4 oscila alrededor de 270° con respecto a la eclíptica, que mantiene su perijovio siempre por encima de Júpiter y su apojovio por debajo de Júpiter.